# Dobieszowice (województwo opolskie)
Dobieszowice (dodatkowa nazwa w j. niem. Dobersdorf) – wieś w Polsce położona w województwie opolskim, w powiecie krapkowickim, w gminie Walce. Historycznie leży na Górnym Śląsku, na ziemi prudnickiej.
W latach 1945–1954 miejscowość należała do gminy Walce w powiecie prudnickim. W latach 1975–1998 miejscowość należała administracyjnie do ówczesnego województwa opolskiego.
Wieś zajmuje obszar 6,66 km² i mieszka w niej 8% mieszkańców gminy.

## Nazwa
Topograficzny opis Górnego Śląska z 1865 roku notuje wieś pod polską nazwą Dobierzów, a także niemiecką Dobersdorf we fragmencie: "Dobersdorf (1532 Dobeschowice, polnisch Dobierzów)". 15 marca 1947 r. nadano miejscowości, wówczas administracyjnie należącej do powiatu prudnickiego, polską nazwę Dobieszowice.

## Historia

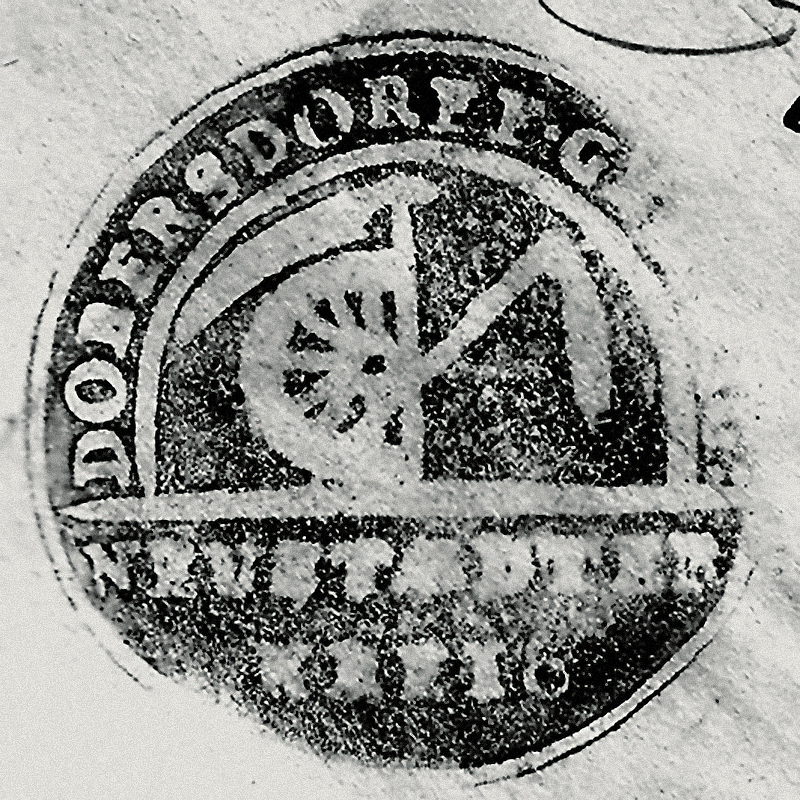
Pieczęć Dobieszowic (1881)

Pierwsza wzmianka o wiosce, jako Dobieschiezi, pochodzi z 1267 r. W XV w. wieś należała do szlachcianki Anny Dobierzowskiej. W tamtym okresie do Dobieszowic należały Malkowice, które dziś podlegają pod Twardawę. W 1650 r. właścicielem miejscowości został hrabia Pückler, lecz już w 1669 r. majątek należał do hrabiego von Redern. Następnym właścicielem wioski został hrabia von Seherr-Thoss, a od 1858 r. właścicielami majątku została rodzina Deloch. Do 1742 wieś należała do powiatu sądowego głogóweckiego w Monarchii Habsburgów. Po I wojnie śląskiej znalazła się w granicach Królestwa Prus i weszła w skład powiatu prudnickiego w prowincji Śląsk. W 1825 r. powstała szkoła. Wieś posiadała swoją własną pieczęć, która przedstawiała w polu po prawej pół koła, nad nim kosa w słup, po lewej cep w skos, a w otoku napis: DOBERSDORFF · GEM: SIG: / NEUSTAEDTER KREIS (pol. Gmina Dobieszowice / Powiat Prudnicki).

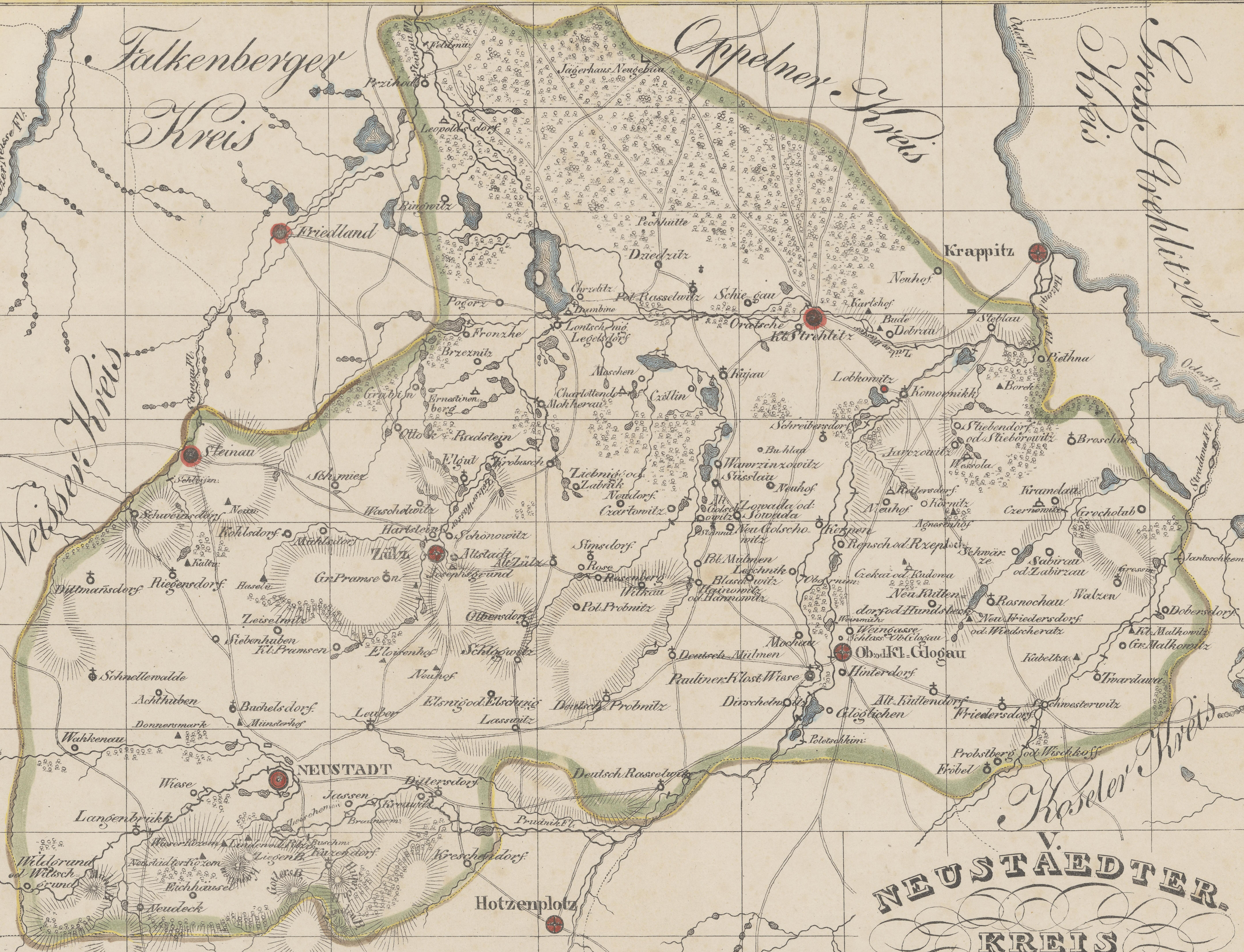
Dobieszowice (Dobersdorf) wśród miejscowości ziemi prudnickiej na mapie z XIX wieku

Według spisu ludności z 1 grudnia 1910, na 648 mieszkańców Dobieszowic 59 posługiwało się językiem niemieckim, 541 językiem polskim, a 48 było dwujęzycznych. W 1921 w zasięgu plebiscytu na Górnym Śląsku znalazła się tylko część powiatu prudnickiego. Dobieszowice znalazły się po stronie wschodniej, w obszarze objętym plebiscytem, jako siedziba jednego z dziewięciu w powiecie prudnickim obwodów wyborczych. W Dobieszowicach znajdował się niemiecki skład broni palnej, granatów i amunicji, wykryty przez Międzysojuszniczą Komisję Rządzącą i Plebiscytową. W dzień przeprowadzenia plebiscytu, 20 marca 1921, Niemcy napadli w Dobieszowicach na domy dwóch Polaków, w tym przewodniczącego komitetu parytetycznego. Domy zostały zniszczone, a ich mieszkańcy zostali wygnani ze wsi. Do głosowania uprawnionych było w Dobieszowicach 395 osób, z czego 328, ok. 83%, stanowili mieszkańcy (w tym 320, ok. 81% całości, mieszkańcy urodzeni w miejscowości). Oddano 390 głosów (ok. 98,7% uprawnionych), w tym 389 (ok. 99,7%) ważnych; za Niemcami głosowały 304 osoby (ok. 78,1%), a za Polską 85 osób (ok. 21,8%).
Do 1956 roku Dobieszowice należały do powiatu prudnickiego. W związku z reformą administracyjną, w 1956 Dobieszowice zostały odłączone od powiatu prudnickiego i przyłączone do nowo utworzonego krapkowickiego.
W 1949 we wsi znajdowały się między innymi: szkoła podstawowa prowadzona przez Inspektorat Szkolny w Prudniku, sklep spożywczy, krawiec, dwóch piekarzy, dwóch wędliniarzy. W 1994 we wsi zbudowano kościół. W 2005 postawiono pomnik poświęcony szwedzkiemu generalissimusowi Torstenssonowi, zbudowany z głazów narzutowych.

## Liczba mieszkańców wsi
- 1871 – 662[24]
- 1885 – 705[25]
- 1890 – 705
- 1905 – 690[26]
- 1910 – 648[11]
- 1925 – 837
- 1933 – 796[27]
- 1939 – 798[27]
- 1966 – 646[28]
- 1998 – 614[29]
- 2002 – 536[29]
- 2005 – 495
- 2009 – 478[29]
- 2011 – 464[29]
- 2015 – 463
- 2016 – 462
- 2017 – 458
- 2018 – 447
- 2019 – 439

## Zabytki
Do wojewódzkiego rejestru zabytków wpisane są:
- kapliczka, w centrum wsi, z XIX w.
- dwór z przyległą oficyną oraz budynkiem gospodarczym, 2 połowa XIX w., początek XX w.
  - otoczenie ogrodowe
- spichrz folwarczny, z 1 poł. XIX w.
- dom administratora folwarku, z poł. XIX w.

Zgodnie z gminną ewidencją zabytków w Dobieszowicach chronione są ponadto:
- kapliczka na Lisiej Górce
- krzyż przy drodze na Twardawę, początek XX w.
- budynki mieszkalne przy ul. Głównej: 27 (1. ćw. XX w.), 33 (1885), 39 (1. ćw. XX w.), 41 (1 ćw. XX w.), 50 (XIX w.)
- kapliczka koło domu ul. Główna 57, XIX w.
- budynek mieszkalny, ul. Górna 36, 1. ćw. XX w.
- kapliczka koło domu ul. Górna 40, 1. ćw. XX w.
- kapliczka przy skrzyżowaniu ul. Górnej z Główną
- zespół dworsko folwarczny, ul. Kozielska 10-32
  - rządcówka, ul. Kozielska 10-12, XIX w.
  - stodoły, ul. Kozielska 10-32, XX w.
  - budynek mieszkalny, ul. Kozielska 22
  - budynek mieszkalny, ul. Kozielska 24-26
  - budynek mieszkalny, ul. Kozielska 28
  - dwór, ul. Kozielska 32
- młyn wodny z zagrodą, ul. Kozielska, na zachód od zespołu dworsko-folwarcznego, 4. ćw. XIX w.

## Instytucje
W wiosce działa OSP.

## Religia
W Dobieszowicach znajduje się katolicki kościół św. Anny, który należy do parafii św. Małgorzaty Dziewicy i Męczennicy w Twardawie (dekanat Gościęcin).

## Turystyka
Oddział PTTK „Sudetów Wschodnich” w Prudniku ustanowił turystyczną Odznakę Krajoznawczą Ziemi Prudnickiej, którą zdobywa się poprzez zwiedzenie odpowiedniej liczby obiektów w miejscowościach położonych na ziemi prudnickiej, w tym w Dobieszowicach.
12 lipca 2010, w ramach organizowanego w Prudniku VI Europejskiego Tygodnia Turystyki Rowerowej, w którym wzięli udział rowerzyści z całej Europy, przez Dobieszowice prowadziła trasa „Szlakiem Pielgrzyma”.

## Bezpieczeństwo
W zakresie ochrony przeciwpożarowej oraz innych miejscowych zagrożeń w Dobieszowicach działa jednostka Ochotniczej Straży Pożarnej. Jednostka OSP została założona w 1930. Do 1998 bezpieczeństwo pożarowe w Dobieszowicach było nadzorowane przez Komendę Rejonową PSP w Prudniku.
Miejscowość jest pod opieką dzielnicowego rejonu służbowego nr 7 Komendy Powiatowej Policji w Krapkowicach.
Teren wsi, jak i całej gminy Walce, położony jest w strefie nadgranicznej w związku z czym Straż Graniczna dysponuje, na tym obszarze, specjalnymi kompetencjami w zakresie bezpieczeństwa. Gminę Walce obejmuje zasięgiem służbowym placówka Straży Granicznej w Opolu ze Śląskiego Oddziału SG.